# Neerwinden
Neerwinden är en by i Belgien vid järnvägen Bryssel-Liège.
Här besegrade fransmännen 29 juli 1693 under befäl av François-Henri de Montmorency en engelsk-holländsk armé under Vilhelm III av Oranien, och 18 mars 1793 besegrade österrikarna under Fredrik Josias av Sachsen-Coburg-Saalfeld fransmännen under Charles François Dumouriez.